# توني مارش (لاعب اتحاد الرغبي)
توني مارش (بالفرنسية: Tony Marsh)‏ هو لاعب اتحاد الرغبي فرنسي ونيوزيلندي، ولد في 12 أغسطس 1972 في روتوروا في نيوزيلندا.

## وصلات خارجية
- توني مارش عل موقع إسبنسكروم (الإنجليزية)
- توني مارش على موقع ItsRugby.co.uk (الإنجليزية)